# 白大花千金藤
白大花千金藤（学名：Ipomoea soluta var. alba）是旋花科番薯属大花千斤藤的变种。分布于中国大陆的云南等地，多生长在缓坡干燥灌丛中，目前尚未由人工引种栽培。